# 魔鬼戰將 (電影)
《魔鬼戰將》（英語：Under Siege）是一部1992年美國動作片，由安德魯·戴維斯執導，史蒂芬·席格、湯米·李·瓊斯和蓋瑞·布希主演。劇情講述前海豹部隊隊員兼廚師凱西·雷白克必須阻止佔領密蘇里號戰艦的一群僱傭兵。
《魔鬼戰將》1992年10月9日在美國上映，此前未給任何影評人試映；電影口碑票房雙收，獲奧斯卡最佳混音獎和最佳音效剪輯獎提名，普遍被外界視為席格的最佳作品。續集《魔鬼戰將2》在1995年推出。

## 劇情概要
美國軍艦密蘇里號抵達珍珠港，喬治·H·W·布希總統宣布軍艦將在加利福尼亞退役。被任命為大廚的士官長凱西·雷白克根據命令準備飯菜，以慶祝亞當斯艦長的生日，副艦長奎爾呼叫一架直升機帶來食物和娛樂。奎爾與我行我素的雷白克發生爭執，並在缺乏艦長命令的情況下將雷白克關在冷藏室，並讓海軍陸戰隊二等兵納許擔任守衛。一架直升機降落在軍艦的甲板上，帶來一支樂團和一群外包餐飲人員以及《花花公子》玩伴女郎嬌登·塔特；但實際上，他們是由前中央情報局探員威廉·史傳尼率領的僱傭兵。
史傳尼在奎爾的協助下很快地佔領整艘軍艦，亞當斯和幾名軍官在過程中被殺，倖存的船員被囚禁在艏樓。雷白克聽到槍聲並說服納許致電艦橋，讓史傳尼等人得知他們的存在，並派出兩名僱傭兵解決。納許遭殺害，雷白克則殺死了敵人，之後還遇見服用鎮靜劑的塔特，而不情願地讓她跟上。
史傳尼和手下控制了船上的武器系統，擊落了一架被派去調查的戰鬥機，並透過導彈摧毀珍珠港的追蹤系統來掩護他們的撤離。史傳尼還打算賣掉軍艦上的战斧巡航导弹，將其卸到他之前從北韓偷來的潛艇上，當作對中央情報局在電影事件發生前試圖暗殺自己的報復。史傳尼聯繫五角大樓的貝茲上將提出要求，但隨後得知雷白克已逃脫。奎爾發現雷白克是前海豹部隊隊員，接受過大量反恐戰術訓練；雷白克在巴拿馬任務中倖存並在之後毆打了一名高階軍官而遭降職，亞當斯艦長隱瞞此事的檔案，讓他繼續在密蘇里號上擔任廚師。雷白克以衛星電話聯繫上貝茲上將並被告知海軍計劃派出一支海豹突擊隊奪回軍艦。雷白克在船上移動，消滅遇到的任何傭兵。為了保持導彈盜竊計劃到位，奎爾啟動了艏樓的滅火系統，讓船員們淹死，引出前來搭救的雷白克。
雷白克和塔特遇到了六名被囚禁的水手。他們一起克服了伏擊並切斷了艏樓的水源，之後關閉了密蘇里號的武器系統，讓來襲的海豹突擊隊登陸。突擊隊的直升機遭傭兵使用便携式防空导弹擊落，導致五角大廈不得已下令進行空襲，打算擊沉密蘇里號。史傳尼重新控制了船上的武器系統並將戰斧裝載到潛艇上。在獲救水手中一位退役的二戰砲手隊友的幫助下，雷白克使用戰艦的16英寸火砲攻擊潛艇，殺死了奎爾和潛艇上的所有人。
計劃失敗的史傳尼向檀香山發射了兩枚帶有核彈頭的戰斧導彈。雷白克的隊友與敵人交火，雷白克則隻身進入控制室，遇見了史傳尼。雷白克認出史傳尼是自己的前任上級軍官，他們在國外部署時參與了多項行動。兩人進行了一場刀戰，最後由雷白克佔了上風並殺死了對方，然後使用發射代碼磁碟摧毀戰斧導彈。一架戰鬥機摧毀了其中一枚導彈，而另一枚則及時停用；海軍取消了空襲。
當密蘇里號駛向舊金山時，剩餘的船員被釋放。亞當斯艦長的葬禮在密蘇里號的甲板上舉行，一向衣裝不整的雷白克這次終於穿上全套軍服向艦長致敬。

## 演員
- 史蒂芬·席格飾演士官長凱西·雷白克
- 湯米·李·瓊斯飾演威廉·史傳尼（William Strannix）
- 蓋瑞·布希飾演皮特·奎爾指揮官（Commander Peter Krill）
- 埃麗卡·埃倫尼克飾演嬌登·塔特（Jordan Tate）
- 康姆·米尼（英语：Colm Meaney）飾演多瑪（Daumer）
- 派屈克·歐尼爾（英语：Patrick O'Neal）飾演J·T·亞當斯艦長（Captain J.T. Adams）
- 安迪·羅馬諾（英语：Andy Romano）飾演貝茲上將（Admiral Bates）
- 達爾·戴（英语：Dale Dye）飾演尼克·賈薩海軍上校（Captain Nick Garza）
- 尼克·曼庫索（英语：Nick Mancuso）飾演湯姆·布雷克（Tom Breaker）
- 戴米恩·查帕（英语：Damian Chapa）飾演塔克曼（Tackman）
- 湯姆·伍德（英语：Thomas Mills Wood）飾演士兵納許（Private Nash）
- 特羅伊·伊凡斯（英语：Troy Evans (actor)）飾演葛雷傑（Granger）
- 葛蘭·莫蕭爾（英语：Glenn Morshower）飾演泰勒少尉（Ensign Taylor）
- 喬治·張（英语：George Cheung）飾演突擊隊隊員
- 肯恩·哈德飾演突擊隊隊員

## 未來
改由傑夫·墨菲執導的續集《魔鬼戰將2》在1995年推出，史蒂芬·席格、安迪·羅馬諾、尼克·曼庫索和達爾·戴回歸演出各自的角色。2021年1月，HBO Max將開發第一集的重啟版，提摩·塔堅德和烏梅爾·阿利姆（Umair Aleem）被聘來分別擔任導演、編劇。

## 外部連結
- AllMovie上《魔鬼戰將》的资料（英文）
- Box Office Mojo上《魔鬼戰將》的資料（英文）
- 互联网电影数据库（IMDb）上《魔鬼戰將》的资料（英文）
- 爛番茄上《魔鬼戰將》的資料（英文）